# チンチラ (ネコ)

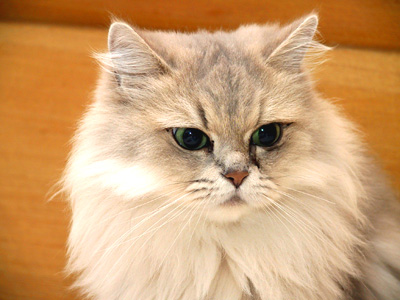
ゴールデンのチンチラ

チンチラ（英:  Chinchilla）はペルシャ猫の毛色の一種。チンチラペルシャとも呼ばれる。
長毛種で体毛の先端が濃色。主な毛色はシルバー、ゴールデン、ブルー、ブルーゴールデンの4種類。ペルシャ猫と異なる特徴として目の色が緑または青系統であること、アイラインがより強くくっきりしていることが挙げられる。

## 歴史
1882年イギリスで、ブルーのペルシャ猫と雑種猫の間に生まれた猫を、シルバータビーのペルシャ猫と交配させて生まれた銀色の猫が、チンチラの基礎となったとされる。
輸出されたアメリカで人気となり、愛好家たちは猫血統登録団体であるCFAにペルシャ猫から独立した猫種として認めるよう申請したが、CFAは毛色以外の特性の違いが無いとして見送った。南アフリカなどのいくつかの国では独立した種として認められている。

## ギャラリー

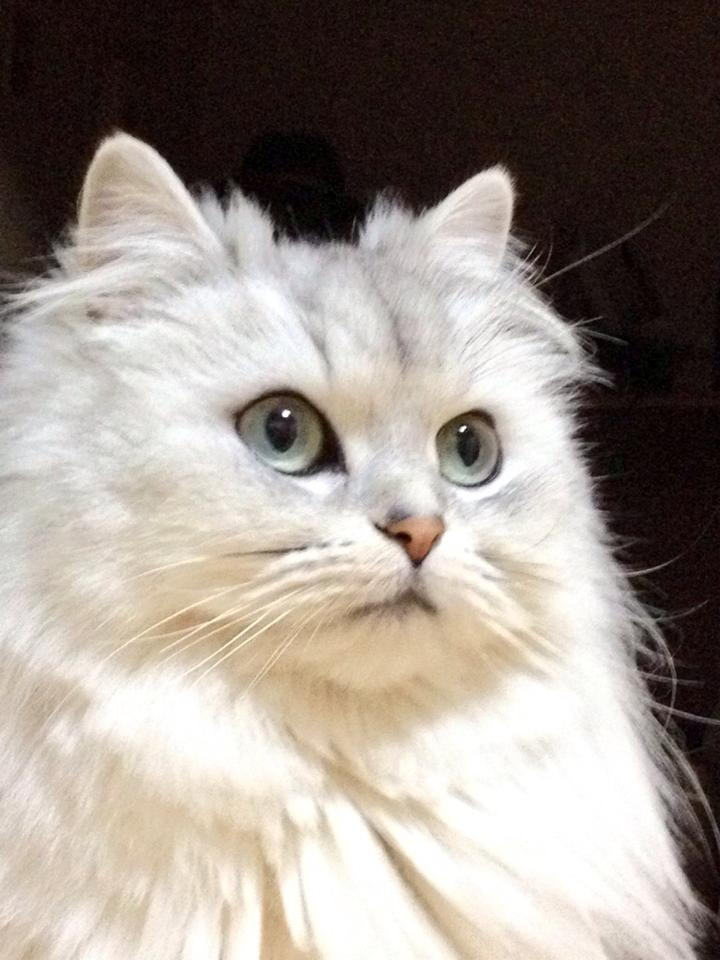
チンチラシルバー
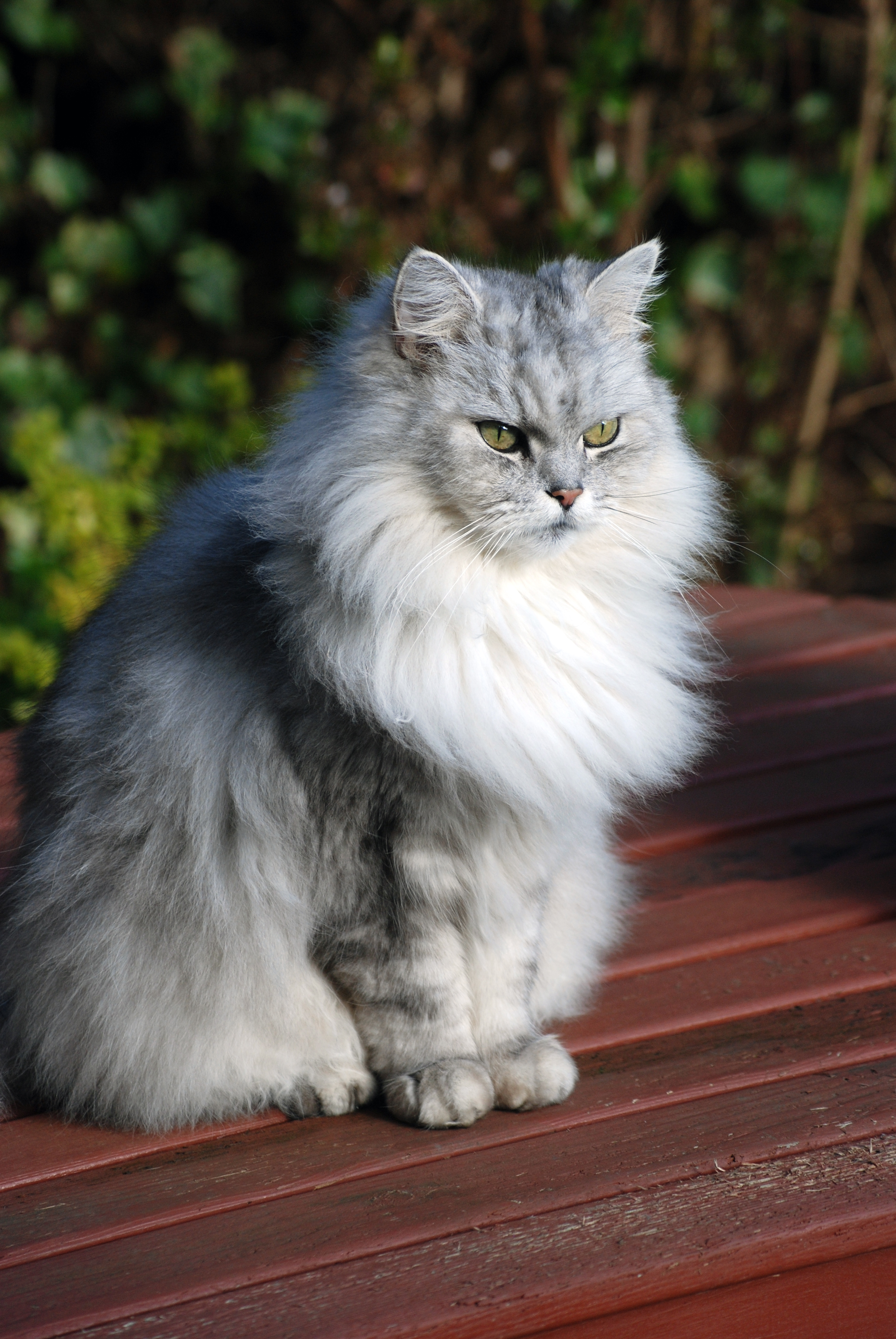
チンチラ全身